# Kristina Novak
Kristina Sirum Novak (født 29. august 2000 i Stavanger) er en kvindelig norsk håndboldspiller, som spiller for Sola HK i Eliteserien og Norges kvindehåndboldlandshold.
Hun fik officiel debut på det norske A-landshold den 21. april 2022 mod Nordmakedonien ved EHF Euro Cup 2022 og blev senere på året også udtaget til EM i håndbold 2022 i Slovenien. Derudover har hun også repræsenteret de norske ungdomslandshold ved flere slutrunder, heriblandt U/17-EM i 2017 i Slovakiet hvor det norske hold vandt sølv.

## Meritter
- REMA 1000-ligaen
  - Bronze: 2021, 2022
- NM Cup
  - Finalist: 2020